# Tetropium schwerdtfegeri
Tetropium schwerdtfegeri är en skalbaggsart som beskrevs av Franz 1955. Tetropium schwerdtfegeri ingår i släktet Tetropium och familjen långhorningar.
Artens utbredningsområde är Guatemala. Inga underarter finns listade i Catalogue of Life.